# 魔幻卡拉瓦
《魔幻卡拉瓦》（英語：Caraval series）是美國作家史蒂芬妮·蓋柏創作的奇幻小說系列，描述架空世界中，思嘉蕾與泰拉姊妹的冒險故事。本系列第一集《魔幻卡拉瓦1：緋紅色的少女》於2018年獲得日本本屋大賞翻譯小說部門第一名。
魔幻卡拉瓦系列預計出版三集，目前已出版《魔幻卡拉瓦1：緋紅色的少女》（Caraval）、《魔幻卡拉瓦2：骨白色的王子》（Legendary）。

## 劇情概述

### 第1集：緋紅色的少女
思嘉蕾與泰拉是崔斯達島總督的女兒，在母親失蹤後屢屢受父親虐打。無邊的苦難中，思嘉蕾唯一的安慰是期待自己跟妹妹能一見傳說中的魔幻劇團「卡拉瓦」。在思嘉蕾放棄兒時夢想，準備順從父親安排與素未謀面的伯爵成婚時，她竟收到卡拉瓦團長萊金的親筆回信及作為她結婚禮物的卡拉瓦邀請函。
距離卡拉瓦開場的時間只剩三天，而總督根本不可能放兩姊妹去這次卡拉瓦的舉辦地夢之島，思嘉蕾決定留在崔斯達島完成十天後的婚禮，以便帶著妹妹脫離父親的掌控。但泰拉卻夥同水手朱利安把思嘉蕾硬是帶到夢之島，更糟的是，泰拉一到島上就失蹤了。為了找到妹妹，思嘉蕾與朱利安加入卡拉瓦的遊戲，但如真似幻的遊戲背後卻好像有更深層的陰謀。

### 第2集：骨白色的王子
七年前泰拉找到了一副奇妙的卡牌，她留下名為「亞拉寇」的牌，而這張牌竟能看到未來的影像，藉由亞拉寇，泰拉得知姊姊若與伯爵結婚將發生不幸。泰拉認為唯一能改變現況的人只有魔力強大的卡拉瓦團長萊金，她想辦法透過各種管道打聽，終於在一位不知名人士的幫助下得到萊金的資訊，這不知名人士甚至表示要給泰拉她母親的消息，但他向泰拉要求一項報酬：萊金的真名。
為了慶祝伊嵐丹女王誕辰，卡拉瓦來到帝國首都瓦倫達，團員但丁的惡作劇讓泰拉以王儲未婚妻的名義住進皇宮，當泰拉見到王儲傑克斯王子，驚訝地發現他就是給她資訊的不知名人士。除此之外，王子還有另一個更駭人的身分……無意間泰拉已捲入幾個世紀前命運諸神與萊金的鬥爭之中。

### 第3集
（中文尚未出版）

## 出場人物

### 主要人物
思嘉蕾·卓格納（Scarlett Dragna）
第1集的主角，小說中首度出場時17歲。
崔斯達島出身的黑髮少女，泰拉的姊姊。
從小聽祖母敘述卡拉瓦的傳奇故事，對卡拉瓦充滿期待。在母親帕羅瑪失蹤後與泰拉遭到父親虐待。
與朱利安一起參加在夢之島舉辦的卡拉瓦，過程中愛上朱利安。
朵娜泰拉·卓格納（Donatella Dragna）
第2集的主角，小說中首度出場時16歲。
崔斯達島出身的金髮少女，暱稱「泰拉」，思嘉蕾的妹妹。
8歲時拿母親的珠寶盒玩耍，意外發現了命運牌組，得到了能預測未來的亞拉寇，利用亞拉寇的指引，策劃逃離崔斯達島。
在卡拉瓦期间爱上但丁。
朱利安·伯納多·瑪瑞洛·桑托斯（Julian Bernardo Marrero Santos）
最初自稱是名為朱利安·瑪瑞洛的水手，其真實身分是卡拉瓦團長萊金的弟弟。
與思嘉蕾一起參加在夢之島舉辦的卡拉瓦，爱着思嘉蕾。
萊金（Legend）
卡拉瓦的團長，擁有強大的魔法。
除了部分卡拉瓦的團員外無人知道其真面目，團員本身也受魔法約束不能透露萊金的身分。

### 卓格納家族
瑪瑟羅·卓格納（Marcello Dragna）
崔斯達島的總督，思嘉蕾和泰拉的父親。
妻子無故失蹤後性情大變，每當一個女兒作出他看不順眼的行為，便毆打另一名女兒，讓當事人充滿歉疚感。
帕羅瑪·卓格納（Paloma Dragna）
思嘉蕾和泰拉的母親，於伊嵐丹王朝紀元50年時突然失蹤。
在子午帝國首都被通緝，通緝令上標示的名字為「失落的帕拉迪絲（Paradise the Lost）」。

### 卡拉瓦的成員
但丁（Dante）
卡拉瓦的表演者，喜欢泰拉。
奈傑爾（Nigel）
萊金的算命師。
愛子（Aiko）
卡拉瓦的紀錄者，用素描紀錄卡拉瓦發生的一切。

### 子午帝國皇室
傑克斯（Jacks）
子午帝國的王位繼承人。原本繼承順位排第18位，外界傳言他殺死前面17人而成為王儲。
伊嵐丹女王（Empress Elantine）
統治子午帝國的女王，乍看之下是親切的長者，但對敵人也能以強硬的態度週旋。表面上與傑克斯維持良好關係。

## 背景世界
故事的世界裡共有五個帝國。

### 子午帝國
世界曾有四分之一被命運諸神統治，距故事開始的幾個世紀前，命運諸神消失，祂們的領土有些確定成了現在的子午帝國（Meridian Empire），由專治君主統治。
故事中有提及的子午帝國領土包括：
瓦倫達（Valenda）
子午帝國首都，從前被命運住神統治時稱為艾爾卡拉（Alcara）。
君領群島（The Conquered Isles）
子午帝國轄下的五座島嶼，子午帝國統治君領群島超過六十年。
君領崔斯達島（The Conquered Isle of Trisda）
君領群島之一，思嘉蕾和泰拉的出身地。滿是黑色沙灘、岩洞和灌木。

### 其他
夢之島（Isla de los Sueños）
是距君領崔斯達島兩天行程的萊金斯人島嶼，位於崔斯達島和南方帝國中間，不屬於任何一個帝國。
南方帝國

## 專有名詞
命運諸神（The Fates）
根據神話，世上曾存在凡人無法殺死、有強大魔法的生靈，即命運之神。數位命運之神統治了四分之一的世界，直到幾個世紀前神祕消失為止。
厄運錢幣（Luckless Coins）
命運諸神用來追蹤人所在地的魔法錢幣。只要某人將錢幣帶在身上，命運諸神就能得知其所在位置，旋轉錢幣會顯示出該錢幣屬於哪名命運之神。
現在被視為不祥之物。
命運牌組（Deck of Destiny）
一種算命用的牌組。共32張，包括16張神祇牌、8張地點牌以及8張物品牌。
詳細列表如下：
| 名稱                                  | 牌面圖案                                                             | 含意                 |
| ------------------------------------- | -------------------------------------------------------------------- | -------------------- |
| 較強大的命運之神（The Greater Fates） |                                                                      |                      |
| 遇害國王（The Murdered King）         | 一名男子頭帶匕首王冠，腰掛染血長劍，脖子上有大片血跡。               | 背叛                 |
| 不死女王（The Undead Queen）          | 一名女子身穿黑衣，戴著珠寶單邊眼罩。                                 |                      |
| 紅心王子（The Prince of Hearts）      | 一名年輕男子將匕首舉至唇邊，微笑並嘴角流血。                         | 得不到回應的愛       |
| 死亡少女（The Maiden Death）          | 一名穿著破爛白裙的年輕女子，頭被珍珠籠子罩住。                       | 失去所愛的人         |
| 墮落星宿（The Fallen Star）           |                                                                      |                      |
| 幸運小姐（Mistress Luck）             |                                                                      |                      |
| 刺客（The Assassin）                  |                                                                      |                      |
| 毒師（The Poisoner）                  |                                                                      |                      |
| 較弱小的命運之神（The Lesser Fates）  |                                                                      |                      |
| 瘋狂小丑（Jester Mad）                | 一穿戴面具與斗篷者，面具與斗篷左半邊全黑，右半邊是五顏六色拼花圖案。 | 好景不常的快樂       |
| 囚犯夫人（The Lady Prisoner）         | 一名可愛的女子身著帶灰薰衣草色禮服，坐在巨大的銀色鳥籠裡回頭看。     | 愛的承諾／犧牲       |
| 女祭司（Priestess, Priestess）        |                                                                      |                      |
| 女王陛下的使女（Her Handmaidens）     | 兩名女子嘴巴被猩紅的線縫住。                                         |                      |
| 未婚新娘（The Unwed Bride）           |                                                                      |                      |
| 渾沌（Chaos）                         |                                                                      |                      |
| 懷孕少婦（The Pregnant Maid）         |                                                                      |                      |
| 藥師（The Apothic）                   |                                                                      |                      |
| 命定之地（Fated Places）              |                                                                      |                      |
| 失落高塔（Tower Lost）                |                                                                      |                      |
| 影幻果園（Phantasy Orchard）          |                                                                      |                      |
| 珍禽異獸園（The Menagerie）           |                                                                      |                      |
| 永恆圖書館（The Immortal Library）    |                                                                      |                      |
| 午夜城堡（Castle Midnight）           |                                                                      |                      |
| 奇想之地（The Imaginarium）           |                                                                      |                      |
| 不存在的市集（The Vanished Market）   |                                                                      |                      |
| 不滅之火（Fire Undying）              |                                                                      |                      |
| 命定之物（The Fated Objects）         |                                                                      |                      |
| 破碎冠冕（The Shattered Crown）       | 一頂鑲著黑色蛋白石的尖銳黑色王冠，碎裂成大小不等的五塊。             | 困難的二擇一         |
| 女王陛下的冠冕（Her Majesty's Crown） |                                                                      | 大膽的改變／天賦異稟 |
| 空白之牌（The Blank Card）            |                                                                      |                      |
| 淌血王座（The Bleeding Throne）       |                                                                      |                      |
| 亞拉寇（The Aracle）                  | 邊角飾有金色渦紋，中間是一面鏡子。                                   |                      |
| 萬地之圖（Map of All）                |                                                                      |                      |
| 未咬果實（The Unbitten Fruit）        |                                                                      |                      |
| 冥思鑰匙（Reverie Key）               |                                                                      |                      |